# Silvio Pasquazi
Silvio Pasquazi (Roma, 14 gennaio 1919 – Roma, 20 dicembre 1990) è stato un critico letterario e filologo italiano.

## Biografia
Dopo aver conseguito la laurea in lettere, fu docente di Letteratura Italiana presso le Università di Bari e di Verona; divenne poi professore ordinario nell'Ateneo di Perugia e dal 1974 insegnò presso la Facoltà di Magistero dell’Università di Roma "La Sapienza". Con Mario Marcazzan diresse la Lectura Dantis Scaligera. Per il settimo centenario della nascita di Dante (1965), fu segretario generale del Comitato nazionale per le relative celebrazioni. Fu un intelligente e attivo organizzatore culturale di convegni nazionali e internazionali (L'Umanesimo umbro, 1974; San Francesco e il francescanesimo nella letteratura italiana del Novecento, 1983; Properzio nella letteratura italiana, 1985; San Francesco e il francescanesino nella letteratura italiana dal Rinascimento al Romanticismo, 1990; ) e di Lecturae Dantis (la Lectura Dantis Modenese); collaboratore degli "Annali della Pubblica Istruzione" e della "Rassegna di cultura e vita scolastica", diresse per oltre un trentennio, in un primo momento affiancando Umberto Bosco, la rivista "Cultura e Scuola", principale organo di aggiornamento per gli insegnanti in un'epoca feconda (1961-1990)  in cui la scuola italiana era attenta ai contenuti culturali e al sapere formativo. 
Morì nella sua città natale nel 1990 e fu sepolto nel Cimitero Flaminio di Roma. Presso la Biblioteca della Facoltà di Lettere dell'Università di Chieti esiste un Fondo Pasquazi che raccoglie libri e carte dello studioso. Il Fondo è stato costituito per volontà della famiglia su intercessione di Gianni Oliva, allievo di Pasquazi a Perugia e a Roma e poi docente presso l'Università teatina.

## Percorso critico
Svariati gli interessi del critico, concentrati però su alcuni temi consolidati: il Rinascimento ferrarese, cui aveva dedicato due volumi nella prima maturità (Rinascimento ferrarese, Caltanissetta-Roma, Sciascia, 1957; Poeti estensi del Rinascimento, Firenze, Le Monnier, 1966), l'Ottocento del Manzoni, del Carducci e degli scrittori dell'area veneta di estrazione cattolica (Cesari, Zanella, Fogazzaro). Ma il punto di riferimento principale dei suoi studi era l'esegesi dantesca, che lo poneva tra gli interpreti più qualificati del dantismo italiano e straniero. La passione per Dante nasceva in Pasquazi dall'assidua frequentazione di un ambiente ricco di stimoli: la "scuola romana" del dantismo contemporaneo, che faceva capo alla Casa di Dante di piazza Sonnino e all'Enciclopedia italiana, costituita da personalità di spicco e talvolta diverse, difficilmente riducibili a "gruppo"", ma pur sempre unite da interessi e metodologie comuni, dal rigore storico-filologico delle indagini, dalla fecondità dei risultati (si ricordino i nomi di Umberto Bosco, Giorgio Petrocchi, Aldo Vallone, Bruno Nardi, Silvio Zennaro, Giovanni Fallani, Ignazio Baldelli, ecc.). Leggere Dante per Pasquazi significava innanzitutto sintonizzarsi con il suo mondo e la sua cultura, senza trascurare le indicazioni offerte dallo stesso Poeta nell'Epistola a Cangrande e nel Convivio (II, I) sui quattro sensi delle Scritture (letterale, allegorico, morale, anagogico). Si tratta di un presupposto che segna il superamento definitivo del metodo allegorico, nel quale la base narrativa di partenza non era sentita come reale. La sua idea centrale s'innesta così nel dibattito intercorso tra i maggiori dantisti contemporanei (Barbi, Pagliaro, Singleton, Auerbach, Freccero, Baranski), tra i quali Pasquazi assume una posizione specifica richiamando l'attenzione sul "senso anagogico" postulato in ambito medievale. In particolare, i legami tra l'interpretazione figurale e quella anagogica sono stretti, e la seconda finisce per completare la prima interpretando il viaggio verticale di Dante verso Dio come ritorno della creatura al Creatore. 
Spiega lo stesso studioso: "Anagogico-se bene intendiamo- è quel senso che si ottiene trasvalutando le cose narrate, per contingenti che siano, sul piano dei valori eterni, dove le cose del tempo e della creazione rivelano la loro connessione con la verità assoluta da cui traggono l'essere e a cui tendono come a ultimo fine" (Il canto dell'avventura anagogica, in All'eterno dal tempo, Firenze, Le Monnier, 1972, p. 17).

## Opere principali
- Gli studi danteschi di Pasquazi sono raccolti nel volume che più lo rappresenta, sempre accresciuto nel corso degli anni: All'eterno dal tempo, Firenze, Le Monnier, 1966 e ivi, 1972;  Roma, Bulzoni, 1985. Un'altra raccolta ma del tutto complementare al volume citato è D'Egitto in Ierusalemme, Roma, Bulzoni, 1985; importante anche l'ampia antologia Aggiornamenti di critica dantesca, Firenze, Le Monnier, 1972; alcuni studi danteschi sparsi, insieme ad altri di vario argomento, sono stati raccolti postumi dai suoi allievi G. Oliva e G. Rati nel vol. Dante e altri studi di letteratura italiana, Roma, Bulzoni, 1992.
- Giuseppe Parini, Giorno e Odi, a cura di S. Pasquazi, Roma, Ausonia, 1954
- Giordano da Pisa. Tradizione manoscritta e cronologia delle prediche, Roma, Gismondi, 1955
- Rinascimento ferrarese, Caltanissetta-Roma, Sciascia, 1957
- Leopardi Poerio Zanella e altri scritti, Roma, Gismondi 1958
- Battista Guarini, in Letteratura italiana. I Minori, vol. II, Milano, Marzorati, 1961
- Giacomo Zanella, in Letteratura italiana. I Minori, vol. IV, Milano, Marzorati, 1962
- La poesia di Giacomo Zanella, Firenze, Le Monnier, 1967 (II ed. Roma, Bulzoni, 1988)
- Poeti estensi del Rinascimento, Firenze, Le Monnier, 1966
- L'antimanzonismo del Carducci e altri saggi, Firenze, Le Monnier, 1967
- Classicismo e realismo nella poesia minore del secondo Ottocento, Roma, De Sanctis, 1969 (dispense Università di Perugia)
- La dottrina linguistica del Manzoni, Roma, Elia, 1970 (dispense Università di Perugia)
- Genesi e modi della poesia carducciana, Roma, Casa editrice Elia, 1970 (dispense Università di Perugia)
- Ariosto minore e l'Umanesimo ferrarese, Roma, Elia, 1971 (dispense Università di Perugia)
- Il travaglio linguistico degli scrittori del XVI secolo, Perugia, Libreria Betti, 1971 (dispense Università di Perugia)
- Motivi e problemi danteschi. Letture manzoniane, Roma, Elia, 1971 (dispense Università di Perugia)
- Motivi e problemi danteschi. Letture pariniane, Roma, Elia, 1974, (dispense Università di Perugia)
- Giovanni Papini, in Letteratura italiana contemporanea, vol. I, Roma, Lucarini, 1979
- San Francesco e il francescanesimo nella letteratura italiana del Novecento, Roma, Bulzoni, 1983.
- Storia e invenzione negli scriti teorici di Alessandro Manzoni e nella realtà della sua arte, Appunti dalle lezioni dell'a.a. 1984-1985, Facoltà di Magistero, Università di Roma
- Properzio nella letteratura italiana, Roma, Bulzoni, 1987
- Dante oltre il Medioevo, in "Lectura Dantis Modenese", Dante e la cultura medievale, vol. IV, Modena, Banca Popolare dell'Emilia, 1988
- San Francesco e il francescanesimo nella letteratura italiana dal Rinascimento al Romanticismo, Roma, Bulzoni, 1990